# Giovanni Marin (1934)
Giovanni Marin (Grado, 18 marzo 1934) è un ex calciatore italiano, di ruolo interno.

## Carriera
Dopo aver centrato col Catania la prima storica promozione degli etnei in massima serie, milita in
Serie A nella SPAL nella stagione 1954-1955, in prestito dal Milan. Il suo esordio avviene il 3 ottobre 1954 a Genova contro il Genoa e proprio in quell'occasione il ventenne Marin segna la rete del pareggio della SPAL che aveva subito un gol da parte del futuro spallino Ivan Firotto.

## Palmarès

### Club

#### Competizioni nazionali
- Serie B: 1

Catania: 1953-1954